# Entsorgung + Recycling Zürich
ERZ Entsorgung + Recycling Zürich ist eine Dienstabteilung der Stadt Zürich. ERZ sammelt, verwertet und entsorgt festen und flüssigen Abfall. Gleichzeitig will ERZ die Entstehung von Abfall so weit wie möglich vermeiden, wie es auch das «Bundesgesetz über den Umweltschutz» vorsieht. Aus diesem Grund sowie gemäss der «Verordnung für die Abfallbewirtschaftung in der Stadt Zürich (VAZ)» informiert ERZ die Stadtbevölkerung und die Betriebe zu den Möglichkeiten zur Vermeidung von Abfall.
Zur Infrastruktur von ERZ gehören zwei Kehrichtheizkraftwerke und ein Klärwerk, in welches das Abwasser über ein rund 1000 Kilometer langes öffentliches Netz zugeführt wird, an das weitere 3500 Kilometer privater Abwasserleitungen angeschlossen sind. Die Dienstabteilung gehört zum städtischen Tiefbau- und Entsorgungsdepartement (TED) und ist damit in die Stadtverwaltung eingegliedert. Beschäftigt werden rund 900 Mitarbeitende; im Jahr 2017 wurden in den Bereichen Abfall, Abwasser, Fernwärme und Stadtreinigung rund 340 Millionen Schweizer Franken umgesetzt.

## Tätigkeitsgebiet
Es gibt die Geschäftsbereiche Entwässerung, Klärwerk, Stadtreinigung, Entsorgungslogistik, Kehrichtheizkraftwerke und Fernwärme.

### Abwasser und Entwässerung
Der Geschäftsbereich Entwässerung erstellt, betreibt und unterhält das städtische Kanalnetz und ist zuständig für die Bäche und den Zürichsee auf Stadtgebiet. ERZ schützt durch ihre Arbeit Grundwasser, Bäche und den See vor Verschmutzungen. Das Entwässerungsnetz umfasst rund 1000 Kilometer städtische sowie rund 3500 Kilometer private Leitungen. Seit 1988 hat ERZ rund 18 km Bäche wieder freigelegt und so in der Stadt Freiräume für Menschen, Tiere und Pflanzen geschaffen.

### Klärwerk Werdhölzli
Das Klärwerk reinigt jährlich rund 80 Millionen Kubikmeter Abwasser aus der ganzen Stadt Zürich sowie der angeschlossenen Vertragsgemeinden – die Hälfte des Wasservolumens des Greifensees. Nach einer mehrstufigen Reinigung (mechanisch, biologisch, chemisch sowie durch Ozonung und Filtration) führt ERZ das saubere Wasser der Limmat zu. Aus dem zurückbleibenden, faulenden Schlamm entsteht Klärgas. Dieses wird aufbereitet und ins Erdgasnetz der Stadt eingespeist.

### Stadtreinigung
Die Stadtreinigung ist verantwortlich für die Reinigung und den zweckdienlichen Winterdienst im öffentlichen Raum der Stadt Zürich. Die Mitarbeitenden halten regelmässig rund 8,2 Millionen m² Strassen, Gehwege und Plätze sowie 1,6 Millionen m2 Parkanlagen sauber und bewirtschaften alle öffentlichen Abfallbehälter.

### Entsorgungslogistik
Der Geschäftsbereich Entsorgungslogistik ist für das Einsammeln von Abfall aus Haushalten und Betrieben zuständig. Pro Jahr werden rund 100 000 Tonnen Kehricht in der Stadt gesammelt – diese werden anschliessend im Kehrichtheizkraftwerk Hagenholz verwertet. Auch Papier und Karton wird regelmässig eingesammelt und dem Recycling zugeführt. Die Entsorgungslogistik bewirtschaftet in der Stadt Zürich über 160 Wertstoff-Sammelstellen für Glas und Kleinmetall. Das Cargo-Tram und das E-Tram nehmen Sperrgut resp. Elektrogeräte entgegen.

#### Bioabfall
Seit 2023 besteht in der Stadt Zürich eine Biotonnen-Pflicht für Immobilien. Wer einen eigenen Kompost betreibt, muss diesen der Stadt melden. Alle anderen Haushalte erhalten von der Stadt Zürich den vom Kunden in seiner gewünschten Grösse bestellten Behälter, für dessen Leerung die Kunden einen fixen Betrag pro Jahr zahlen.
Die Stadt Zürich vergärt den Bioabfall seit 2013 in eigenen Vergärungsanlagen der Biogas Zürich AG. Dies, nachdem der Gemeinderat eine Motion von Alexander Jäger (FDP) am 27. September 2006 mit grossem Mehr an den Stadtrat überwiesen hatte.

### Kehrichtheizkraftwerke
Die beiden von ERZ betriebenen Kehrichtheizkraftwerke Hagenholz und Josefstrasse verbrennen rund um die Uhr Kehricht und andere brennbare Abfälle. Nebst dem von ERZ in der Stadt Zürich eingesammelten Abfall wird im Werk Hagenholz auch Abfall von anderen Gemeinden, Unternehmen sowie von Privaten entsorgt. Im Werk Josefstrasse, welches seit 1904 besteht und somit die älteste Müllverbrennungsanlage der Schweiz ist, werden seit 2011 nur noch aus Süddeutschland importierte Abfälle verbrannt. Mit der thermischen Verwertung wird das Volumen des Abfalls um 90 Prozent reduziert. Die bei der Kehrichtverwertung entstandene Abwärme wird zur Strom- und Wärmeerzeugung genutzt.

### Fernwärme
Mehrere Produktionsanlagen liefern die Energie für das Produkt Zürich Wärme:
- 2 Kehrichtheizkraftwerke
- 1 Holzheizkraftwerk
- 12 fossile Heizkessel

Die Fernwärme von ERZ, Zürich Wärme, ist ein Mix aus mehreren Energieträgern. Wichtigste Energiequelle ist die Abwärme der Kehrichtheizkraftwerke. Das Holz aus dem Kanton Zürich sowie der organischer Anteil des Abfalls liefern CO2-neutrale Wärme und tragen damit dazu bei, dass weniger klimaschädliche Treibhausgase entstehen. Im Winterhalbjahr liefern fossile Brennstoffe zusätzliche Energie zur Abdeckung der Spitzenlast. Im Mittel deckt die Kehrichtabwärme rund zwei Drittel des Gesamtbedarfs der angeschlossenen Gebäude und Betriebe. 20 Prozent liefern Gas und Heizöl, der Rest stammt aus Holz. Zürich Wärme entlastet das Klima, indem sie jedes Jahr dazu beiträgt, dass 70 000 t weniger Heizöl verbrannt und 200 000 t weniger CO2 produziert werden.
ERZ ist der grösste Stromproduzent auf Stadtzürcher Boden. Die beiden Kehrichtheizkraftwerke und das Holzheizkraftwerk verfügen über jeweils eine Dampfturbine und werden im Wärme-Kraft-Kopplungsverfahren betrieben. Damit lassen sich gleichzeitig Strom und nutzbare Wärme für das Heizen oder für Produktionsprozesse herstellen. So wandeln die Kehrichtheizkraftwerke rund 70 Prozent der Energie, die im Abfall steckt, in Wärme und Strom um.

## Geschichte
Die Gründung des Abfuhrwesens der Stadt Zürich geht auf Mitte des 19. Jahrhunderts zurück, als Stadtingenieur Arnold Bürkli die ersten Abwasserkanäle bauen liess und das so genannte Abtrittkübelsystem entwickelte. Hierbei hielten die Kübel die Fäkalien zurück, während das Abwasser in die Limmat floss. Die Einführung dieses Systems wurde 1867 durch die Gemeindeversammlung von Zürich beschlossen. Zum Abtransport der Kübel gründete die Stadt Zürich das Abfuhrwesen.
Nach Inbetriebnahme der Kehrichtverbrennungsanlage Josefstrasse im Jahre 1904 wurden die Abfälle getrennt eingesammelt. Seit 1928 wird die Wärme aus dem Verbrennungsprozess genutzt, um Häuser und Siedlungen zu heizen.
1927 führte das Zürcher Abfuhrwesen den legendär gewordenen, aus Metall bestehenden, Ochsner-Kübel ein, welcher 1979 durch Plastiksäcke ersetzt wurde.
1926 nahm Zürich die erste städtische Kläranlage Werdhölzli in Betrieb. 1949 ging für die Abwasserreinigung der nördlichen Stadtkreise 11 und 12 das Klärwerk Glatt in Opfikon in Betrieb. Dieses wurde 2001 geschlossen – das Abwasser wird seither durch einen 5,3 Kilometer langen Stollen zum Klärwerk Werdhölzli geleitet.
Der permanente Anstieg der Abfallmenge über Jahrzehnte drohte Zürich Mitte der 1980er Jahre im Abfall ersticken zu lassen. Diese Situation konnte 1993 durch den Ausbau der Separatsammlungen für wiederverwertbare Abfälle und die Einführung der Kehrichtsackgebühr entschärft werden. Dies hatte wiederum zur Folge, dass innert weniger Jahre die Menge der rezyklierten Wertstoffe in der Stadt Zürich auf mehr als 50’000 Tonnen pro Jahr anstieg. Da gewisse Stoffe eine spezielle Behandlung für die Verwertung benötigen, wurde 1996 gemeinsam mit dem Kanton Zürich die Sonderabfallsammelstelle eröffnet, wo diese Stoffe gesammelt und der fachgerechten Entsorgung zugeführt werden.
Seit 2013 sammelt ERZ auch Küchen- und Gartenabfall sowie Speisereste aus Haushalten und Betrieben. Diesen Bioabfall bringt ERZ ins Vergärwerk der Biogas Zürich AG, wo das entstandene Biogas eingefangen und in das Erdgasnetz der Stadt Zürich eingeleitet wird. Das Biogas steht so als umweltfreundlicher Treibstoff, für die Stromproduktion sowie zum Kochen und Heizen zur Verfügung.
In den letzten Jahren nahm ERZ weitere, zukunftsweisende Anlagen in Betrieb. Seit 2015 wird der entwässerte Klärschlamm aus Stadt und Kanton Zürich in der zentralen Klärschlammverwertungsanlage verbrannt. Die daraus resultierende Wärme deckt den gesamten Wärmebedarf des Klärwerks. Die verbrannte Asche wird zurückbehalten und für eine spätere Rückgewinnung des Rohstoffs Phosphor eingelagert.
In der Logistikhalle Metallrückgewinnung wird die Schlacke aus dem Kehrichtheizkraftwerk Hagenholz seit 2016 in eigens dafür entwickelten Container abgefüllt und zur ZAV Recycling AG in Hinwil transportiert. Dort werden die in der Schlacke enthaltenen Metalle zu fast 100 % herausgefiltert und können wiederverwertet werden.
Um im Abwasser enthaltene Rückstände aus Medikamenten, Körperpflegeprodukten oder Reinigungsmitteln zu entfernen, baute ERZ auf dem Areal des Klärwerks Werdhölzli zwischen 2015 und 2018 eine Ozonungsanlage als sogenannte 4. Reinigungsstufe. Durch die Behandlung mit Ozon werden diese Mikroverunreinigungen weitgehend in unschädliche Stoffe umgewandelt. Bis 2030 soll mindestens 90 % des Fuhrparks (Müllwagen, Kehrmaschinen u. a.) aus Elektrofahrzeugen bestehen.